# Emergent Virus
Als Emergent Virus (englisch für „(neu)entstehendes Virus“, oft im Plural als Emerging Viruses) wird ein Virus dann bezeichnet, wenn es in einer Population von Organismen neu auftritt oder seine Ausbreitung in der Population ungewohnt rasch und mit hoher Inzidenz geschieht. Dies kann durch eine Anpassung eines Virus an einen neuen Wirt als artübergreifender Wirtswechsel auftreten oder durch Entstehung einer neuen, pathogeneren Virusvariante innerhalb der bisherigen Wirtsspezies. Der Begriff Emerging Viruses (im deutschen gelegentlich als Neuauftretende Viren übersetzt) ist eine Sonderform des Emerging Pathogen (oder Emerging Disease), der auch bakterielle, prokaryontische und andere parasitische Krankheitserreger umfasst. 
In der Epidemiologie werden auch Viren als Emerging Viruses bezeichnet, die in einer Population bereits lange vorhanden, also nicht neuaufgetreten sind, jedoch eine Änderung der Übertragungsrate durch Umwelteinflüsse, Erhöhung der Populationsdichte oder Veränderungen in der Vektorenpopulation zu weltweit epidemiologisch bedeutsamen Erregern geworden sind. 

## Entstehung vonEmerging Viruses
Voraussetzung für ein neu entstehendes Virus ist der Übergang von einem bisherigen Wirt in eine neue Wirtsspezies und eine Zirkulation innerhalb der neuen Wirtspopulation (englisch viral traffic). Für die erste Bedingung benötigt das Virus eine hohe Variabilität auf seiner Oberfläche, da das Virus in der Lage sein muss, an abweichende Rezeptoren an der Zelloberfläche im neuen Wirt anzudocken. Man spricht von einem geringen Tropismus dieser Viren. Daher ist der Wirtsübergang häufig zwischen ähnlichen Wirtsspezies (beispielsweise zwischen Primatenspezies, zwischen Säugetieren oder zwischen Nagetieren) leichter als zwischen phylogenetisch weit entfernten Spezies. Der Übergang wird durch engen Kontakt zwischen altem und neuem Wirt erleichtert, also beispielsweise durch Haus- oder Nutztiere auf den Menschen oder durch Vordringen des Menschen in neue Ökosysteme mit eigenen Wirts-Virus-Beziehungen. Viren mit hoher genetischer Variabilität haben ein besonders hohes Potential, in neue Wirtspezies vorzudringen. Genetisch können RNA-Viren schneller mutieren als DNA-Viren und Viren mit einer Virushülle haben mehr Möglichkeiten ihre Oberfläche zu verändern, als unbehüllte Viren, da bei letzteren Mutationen auch zu einer Instabilität des Kapsids führen können und das Virion zerfällt bzw. nicht mehr zusammengebaut werden kann. Aus diesen Gründen sind fast alle wichtigen Emerging Viruses bei Tier und Mensch behüllte RNA-Viren (Filoviridae, Coronaviridae, Flaviviren, Togaviridae). Die genetische Variabilität kann durch ein Reassortment noch beschleunigt werden, wenn die behüllten RNA-Viren zusätzlich segmentierte Genome besitzen, die ein Neuarrangement der Segmente aus verschiedenen Virusstämmen oder -subtypen erlaubt (Bunyaviridae, Orthomyxoviridae wie die Influenzaviren). Diese Eigenschaften sind bei Arboviren anzutreffen, also Viren die durch Zecken oder Stechmücken als Vektoren übertragen werden und schon durch den Wechsel zwischen Reservoirwirt und Vektor einen geringen Tropismus aufweisen.
Die zweite Bedingung des viral traffic wird bei hoher Populationsdichte der neuen Wirte begünstigt. Durch die Zirkulation in den neuen Wirten passt sich das Virus an den neuen Wirt an, so dass seine (in der Regel anfangs meist geringe) Kontagiosität zunimmt und sich das Virus in der neuen Population etablieren kann. Neu in eine Population eintretende Viren besitzen meist eine hohe Virulenz und manchmal auch hohe Letalität. Häufige Reservoirwirte für Emerging Viruses sind Vögel und Nagetiere, beim Menschen besonders auch andere Primaten und Fledermäuse.
In der Menschheitsgeschichte sind Emerging Viruses wiederholt und sehr wahrscheinlich regelmäßig aufgetreten. In nomadischen Kleingruppen als Jäger und Sammler ohne festes Zusammenleben mit Nutztieren war die Chance einer Etablierung neuer Viren geringer als nach der Sesshaftwerdung des Menschen und dem Beginn der Viehzucht in der Neolithischen Revolution. Der enge Kontakt zu Tieren und die Erhöhung der menschlichen Lebensgemeinschaften in Siedlungen hat sehr wahrscheinlich zur Etablierung wichtiger Virusinfektionen beim Menschen geführt. Die Erhöhung der menschlichen Populationsdichte durch die Urbanisierung im Hochmittelalter, hat zu einer weiteren Intensivierung dieses Übergangs geführt. So geht man davon aus, dass das  Masernvirus als Emergent Virus in dieser Zeit aus dem Rinderpestvirus entstand.

## WichtigeEmerging Viruses
Emerging Viruses beim Menschen
- Vogelgrippe H5N1
- SARS-CoV
- MERS-Coronavirus
- SARS-CoV-2

Emerging Viruses bei Tieren
- Canines Parvovirus 2 (Erreger der Parvovirose beim Hund)
- Virus der Hämorrhagischen Kaninchenseuche (RHDV) (Erreger der Chinaseuche)
- Porzines Endemische-Diarrhoe-Virus (PEDV)
- Reptarenaviren (Erreger der Einschlusskörperchenkrankheit der Riesenschlangen)

Emerging Viruses bei Pflanzen
- Tomatenbronzefleckenvirus (Tomato spotted wilt virus, TSWV)
- Impatiensfleckenvirus (Impatiens necrotic spot virus, INSV)
- Tabakringfleckenvirus (Tobacco ringspot virus, TRSV)

## Re-Emerging Virus
Von einem Re-Emerge oder Re-Emerging Viruses spricht man, wenn das Virus in der vorliegenden Form bereits länger bekannt ist, jedoch durch Änderungen der Virusökologie (erneut) große Epidemien ausgelöst werden oder das Verbreitungsgebiet der Virusinfektion sich ändert. Dies kann beispielsweise durch einen Wechsel des Vektors oder einem Import des Virus in ein neues Ökosystem mit passenden Vektoren und Wirten geschehen. Beispiele für Re-Emerging Viruses sind das Zika-Virus mit seinem Auftreten in Südamerika oder das Usutu-Virus bei europäischen Vogelpopulationen.